# Ablautus rubens
Ablautus rubens là một loài ruồi trong họ Asilidae. Ablautus rubens được Coquillett miêu tả năm 1904.